# Mirsos de Lídia
Mirsos (en grec antic: Μύρσος) o Meles (en grec antic: Μήλης) va ser un rei semi-llegendari de Lídia.
Segons Heròdot, va ser penúltim rei de la mítica dinastia Heràclida, de la branca Sandònida o Tolònida de Lídia, i el va succeir el seu fill, Candaules.